# Documento de exploração

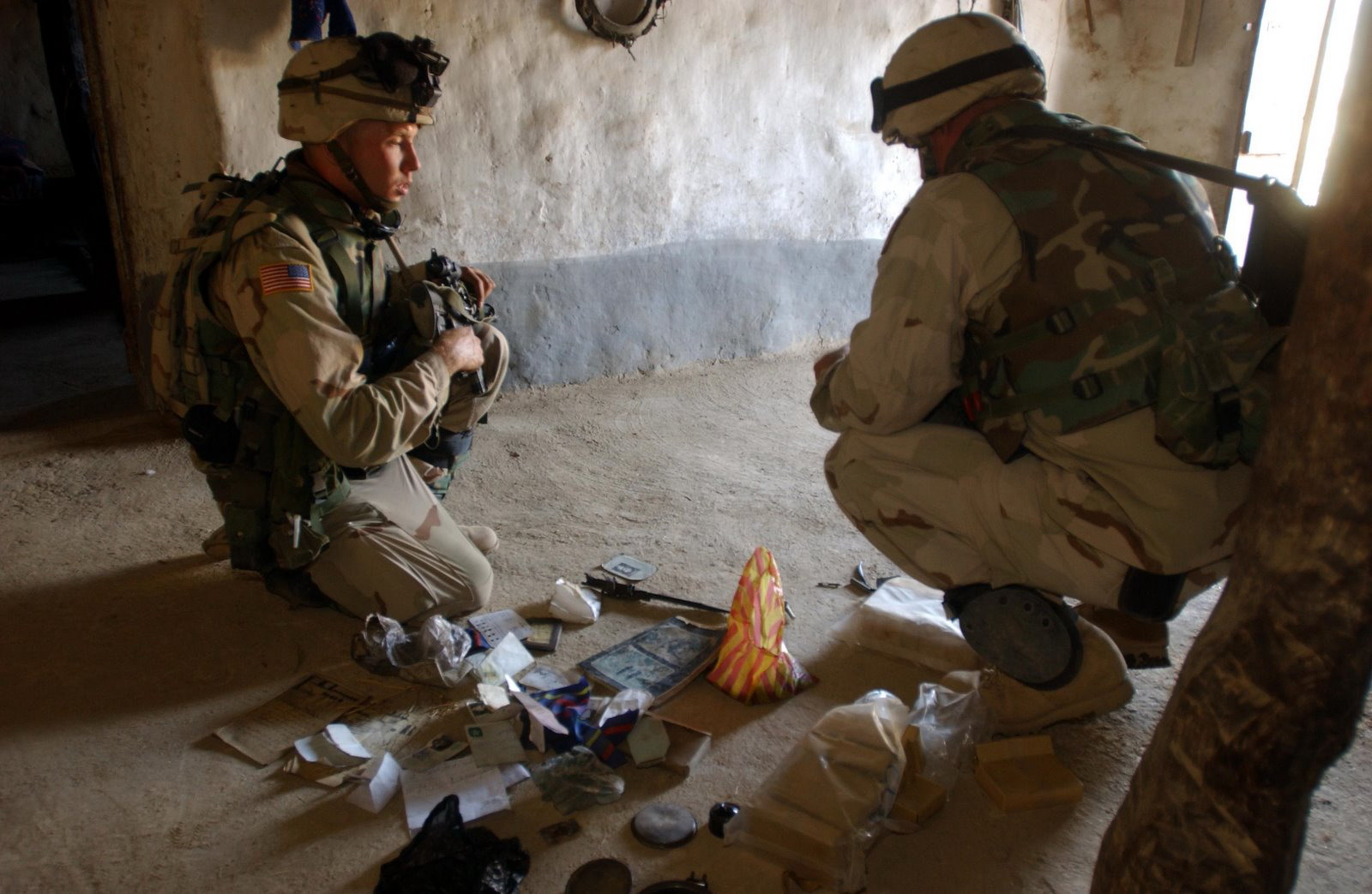
Paraquedistas do 82d Divisão Aerotransportada segura os documentos após um ataque no Afeganistão

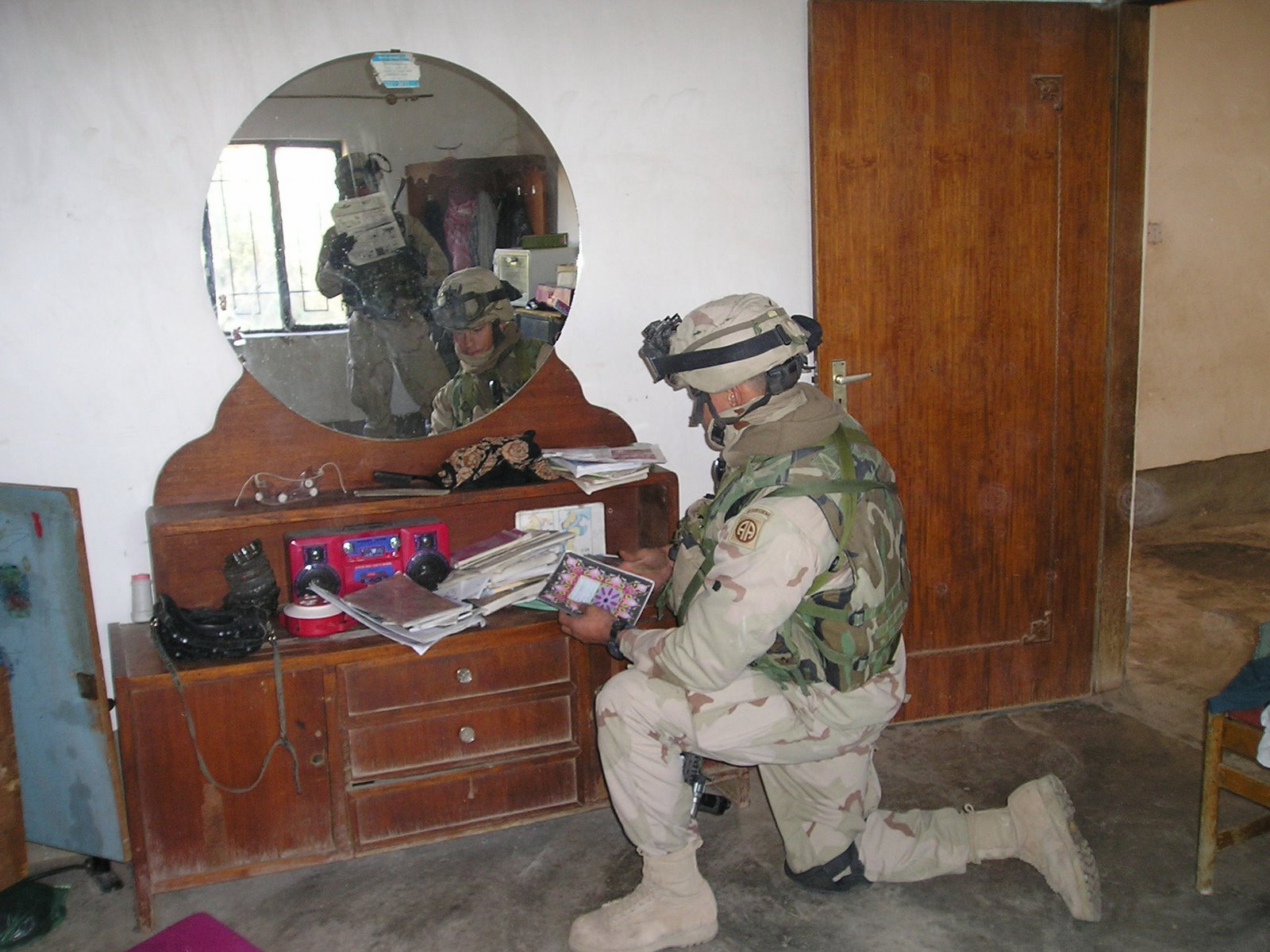
Paraquedistas do 82d Divisão Aerotransportada segura os documentos após um ataque no Iraque

Documento de Exploração (DOCEX) é o conjunto de procedimentos utilizados pelas Forças Armadas dos Estados Unidos para descobrir, classificar e utilizar documentos apreendidos em operações de combate. No desempenho de suas missões na Guerra contra o Terrorismo, os membros das Forças Armadas dos Estados Unidos descobriram grandes quantidades de documentos em vários formatos e idiomas. Quando os documentos são suspeitos de conterem informações de potencial valor de inteligência a interpretação rápida e precisa das informações identifica os alvos, reforça o sucesso nas operações subsequentes e aprimora os esforços de inteligência de todas as origens, táticos e estratégicos.
 O grande volume de documentos adquiridos no decorrer de operações militares pode sobrecarregar a capacidade de uma unidade de extrair informações significativas em tempo hábil.
Uma instalação do DOCEX também foi operada pela Unidade de Evidência Segura (SEU) do Alto Tribunal Iraquiano para extrair evidências de documentos apreendidos do regime iraquiano. Mais de 6 milhões de páginas foram processadas, resultando em inúmeras ordens de execução e outros documentos incriminatórios sendo disponibilizados para o tribunal. Essa instalação da Docex diferia porque era operada principalmente por iraquianos com gestão internacional. Essa instalação estava focada em evidências, e não em inteligência, já que a maioria dos documentos apreendidos datava dos anos 80.

## Definições
O DOCEX é a extração sistemática de informações de documentos de ameaças com a finalidade de produzir inteligência ou responder a requisitos de informações. Um documento de ameaça está na posse da ameaça, escrito pela ameaça, ou está diretamente relacionado a uma situação de ameaça futura.O DOCEX pode ocorrer em conjunto com atividades de coleta da HUMINT ou como uma atividade separada.
Um documento é qualquer informação gravada, independentemente da forma. Os documentos incluem materiais impressos (livros, revistas, panfletos, mapas), registros oficiais (governamentais ou militares), moedas, mapas, plantas, informações pessoais (diários, cadernos, revistas, fotografias, cartas, faturas, extratos bancários), mídia gravada eletronicamente (arquivos de computador, gravações em fita, gravações de vídeo) e todo o equipamento eletrônico usado para gerar ou armazenar mídias eletrônicas (telefones celulares, computadores, câmeras, pda's).
Para o propósito desta entrada, o DOCEX é considerado uma atividade de campo militar conduzida em conjunto com operações de combate e separada da Document and Media Exploitation (DOMEX). DOMEX é o processamento, tradução, análise e disseminação de coleta de cópia de documentos e meios eletrônicos que estão sob o Governo dos Estados Unidos, o controle físico não estão disponíveis publicamente. Esta definição de DOMEX exclui: manipulação de documentos e mídia durante a coleta, análise inicial, e o processo de inventário; e documentos e mídia retido a partir da Comunidade de Inteligência dos EUA, O sistema DOMEX de divulgação está em conformidade com os acordos e políticas sancionada pelo Diretor de Inteligência Nacional para proteger as fontes e métodos. Para o propósito desta entrada, DOMEX é considerado um multi-organizador da atividade sob a supervisão do DOMEX Comissão composta de altos executivos do Centro de Mídia Nacional e Exploração, Agência de Inteligência de Defesa (agente de execução), a Agência Central de Inteligência, Departamento Federal de Investigação, Centro de Defesa de Crimes Cibernéticos, do Exército dos Estados Unidos, a Agência de Segurança Nacional, a Drug Enforcement Administration e do Departamento de Segurança Interna.

## Processo DOCEX
O processo DOCEX ocorre nos escalões mais baixos possíveis para facilitar a rápida exploração dos materiais capturados. Os membros do serviço ganham conhecimento fundamental do processo DOCEX através de treinamento de habilidades comuns, como o Curso Básico de Líderes do Exército dos EUA. O recebimento inicial de documentos do inimigo capturado (CED) é realizado no nível da empresa por uma Equipe de Exploração do Site do DOCEX e a primeira análise do CED é realizada pelo pessoal da inteligência militar designado para equipes de apoio do DOCEX em nível de batalhão ou de brigada. Informações acionáveis obtidas através de ativos do DOCEX em nível de batalhão ou de brigada são reportadas à unidade que capturou as informações o mais rapidamente possível para atender aos requisitos imediatos de inteligência.O processamento do CED progride do escalão mais baixo para o mais alto, passando por vários aplicativos de extração de informações que aumentam em complexidade e sofisticação até que as informações sejam categorizadas como DOMEX, sob os auspícios da Comunidade de Inteligência dos EUA e do Diretor de Inteligência Nacional. A sequência de eventos no processo DOCEX, conforme executada por uma equipe de exploração de sites do DOCEX, é a seguinte:
1. Receber, Tag
2. Categorizar, Inventário, Log
3. Tela
4. Tradução da Visão (Tradução / Interpretação Híbrida)
5. Analisar
6. Relatório

### 1. Tag
A responsabilidade pelo documento começa no momento em que o documento é recebido na posse dos EUA. Os documentos originais não devem ser marcados, alterados ou desfigurados e a unidade de captura deve anexar um Formulário DD 2745 (Enemy Prisoner of War Capture Tag) a cada documento. As operações de combate em andamento suspendem esse requisito (para marcar um documento) até a cessação das hostilidades. Todos os CEDs são colocados em contêineres à prova de intempéries e os contêineres são marcados com um DTG, nome da unidade de captura, identidade da(s) fonte(s) dos CEDs e um resumo das condições e circunstâncias sob as quais os CEDs foram obtidos.

### 2. Categorizar, Inventário, Log
A primeira unidade DOCEX a receber CEDs irá categorizar e inventariar todos os CEDs. Os documentos capturados do inimigo recebem números de arquivos e as seguintes informações são registradas: nome da unidade de captura, número do arquivo, DTG, os CEDs recebidos pela unidade DOCEX, descrição dos CEDs, destino das transmissões de saída dos CEDs e observações pertinentes. A categorização e o inventário adequados dos documentos do inimigo capturados garantem a responsabilidade rigorosa e preservam o valor probatório. 

### 3. Tela
A triagem de documentos é a avaliação rápida, mas sistemática, dos documentos para determinar quais documentos contêm informações prioritárias. Documentos prioritários selecionados serão explorados imediatamente para atender às prioridades de gerenciamento de coleta de informações. Para fins de triagem, os CEDs são considerados não classificados, a menos que sejam originados nos EUA e/ou em países aliados, e sejam marcados como classificados. A fase de triagem de documentos é uma etapa integral do processo DOCEX, pois a triagem determina a aplicabilidade de uma variedade de tratamentos e procedimentos de exploração. Intérpretes e analistas de inteligência qualificados que trabalham ao lado de especialistas em tecnologia da informação e da comunicação decidem o curso de ação do DOCEX durante a fase de triagem. A tradução completa não é necessária nesta fase do processo DOCEX, mas a tradução suficiente de documentos é necessária para determinar a importância e relevância dos requisitos de inteligência prioritários.

### 4. Traduzir
As traduções em si não são relatórios de inteligência, mas a tradução é uma pré-condição para o DOCEX. Os relatórios de tradução devem incluir: onde o relatório será enviado, qual unidade preparou o relatório, DTG da tradução, número de série do documento e descrição do documento, nome do tradutor, tipo de tradução (completo, extrato ou resumo), observações para esclarecimento e classificação (se aplicável). 

### 5. Analisar
A análise de CEDs produz inteligência e envolve três etapas: avaliação, integração e dedução.
- Avaliação - A seleção e classificação de informações avaliadas para atualizar temas significativos com relação a operações atuais e iminentes e intenção do comandante. As informações de inteligência consideradas urgentes serão divulgadas nesta fase antes do processamento posterior.
- Integração - A combinação de informações recém-desenvolvidas isoladas na fase de avaliação com informações conhecidas para desenvolver um quadro geral ou hipótese de atividades inimigas ou fatores ambientais que influenciam a área de operação.
- Dedução - As conclusões são tiradas da comparação de dados de DEC com informações conhecidas para trazer relações significativas entre situações inimigas, a área de operação, a intenção do comandante e a proteção da força.

### 6. Relatório
As informações coletadas de CEDs são normalmente relatadas em um relatório de SALUTE ou Relatório de Informações de Inteligência (IIR) (SALUDA = Tamanho, Atividade, Localização, Unidade, Tempo, Equipamento). O IIR é o formato mais amplamente reconhecido e aceito dentro da Comunidade de Inteligência, e é tipicamente gerado em escalões mais altos, como divisão, corpo de exército ou comandos de teatro. Relatórios SALUTE são também referidos como relatórios SPOT ou SPOTREPS e são relatórios rápidos para fornecer atualizações oportunas de inteligência ou status referentes a eventos que podem ter um efeito imediato e significativo no planejamento e nas operações atuais. Comandantes táticos, interrogadores e analistas de inteligência contribuem com conteúdo para relatórios SALUTE e IRRs. 

## Equipamento DOCEX
Itens tipicamente utilizados por equipes táticas de exploração de sites do DOCEX ou por equipes de suporte do DOCEX incluem:
- Kodak Modelo 500D Scanner de Documentos
- Fujitsu Modelo 3906GX Scanner de Mesa
- NEC 6050T PC Portátil w/Estações de Ancoragem 6000+
- Câmera Digital Kits
- Scangraphics Modelo SGS8000 Scanner de Grande Formato
- HP Deskjet 340 Impressoras Portáteis